# Schizopelma
Schizopelma là một chi nhện trong họ Theraphosidae.

## Các loài
Chi này gồm các loài:
- Schizopelma bicarinatum F. O. P.-Cambridge, 1897
- Schizopelma masculinum (Strand, 1907)
- Schizopelma sorkini Smith, 1995